# Lajja Gauri

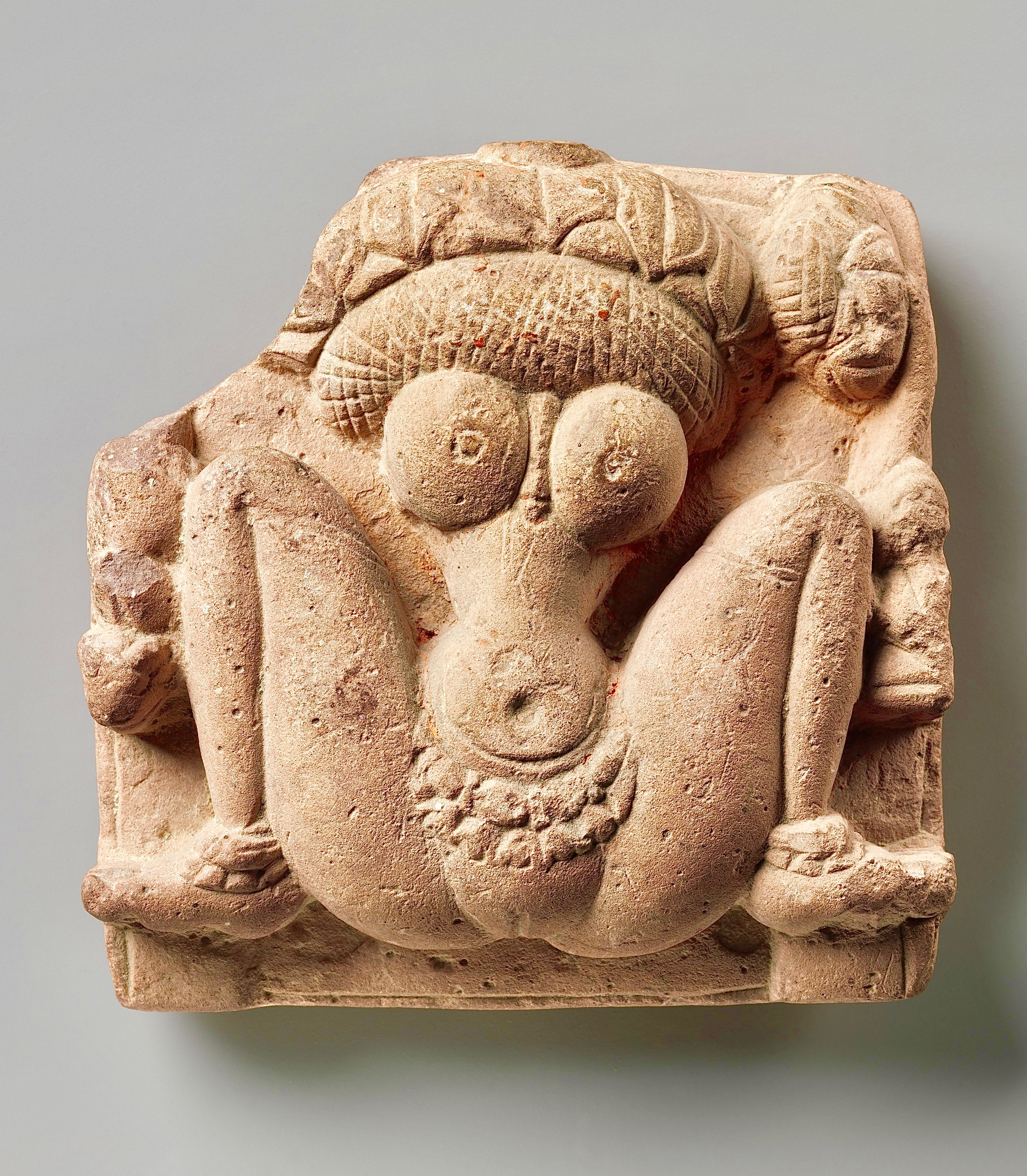
Lajja Gauri mit Lotosblume als Kopf

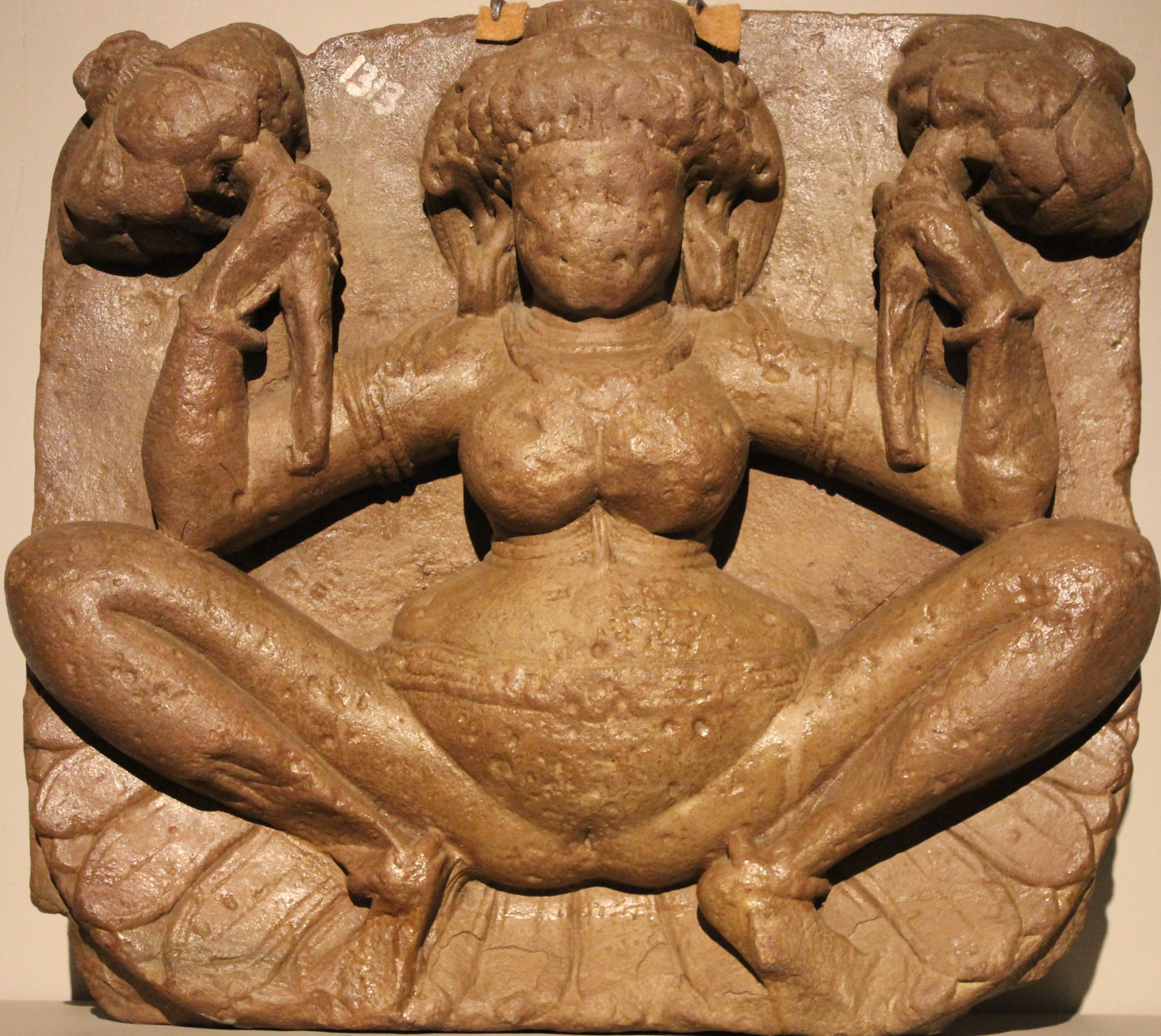
Lajja Gauri mit Kopf und Lotosblumen

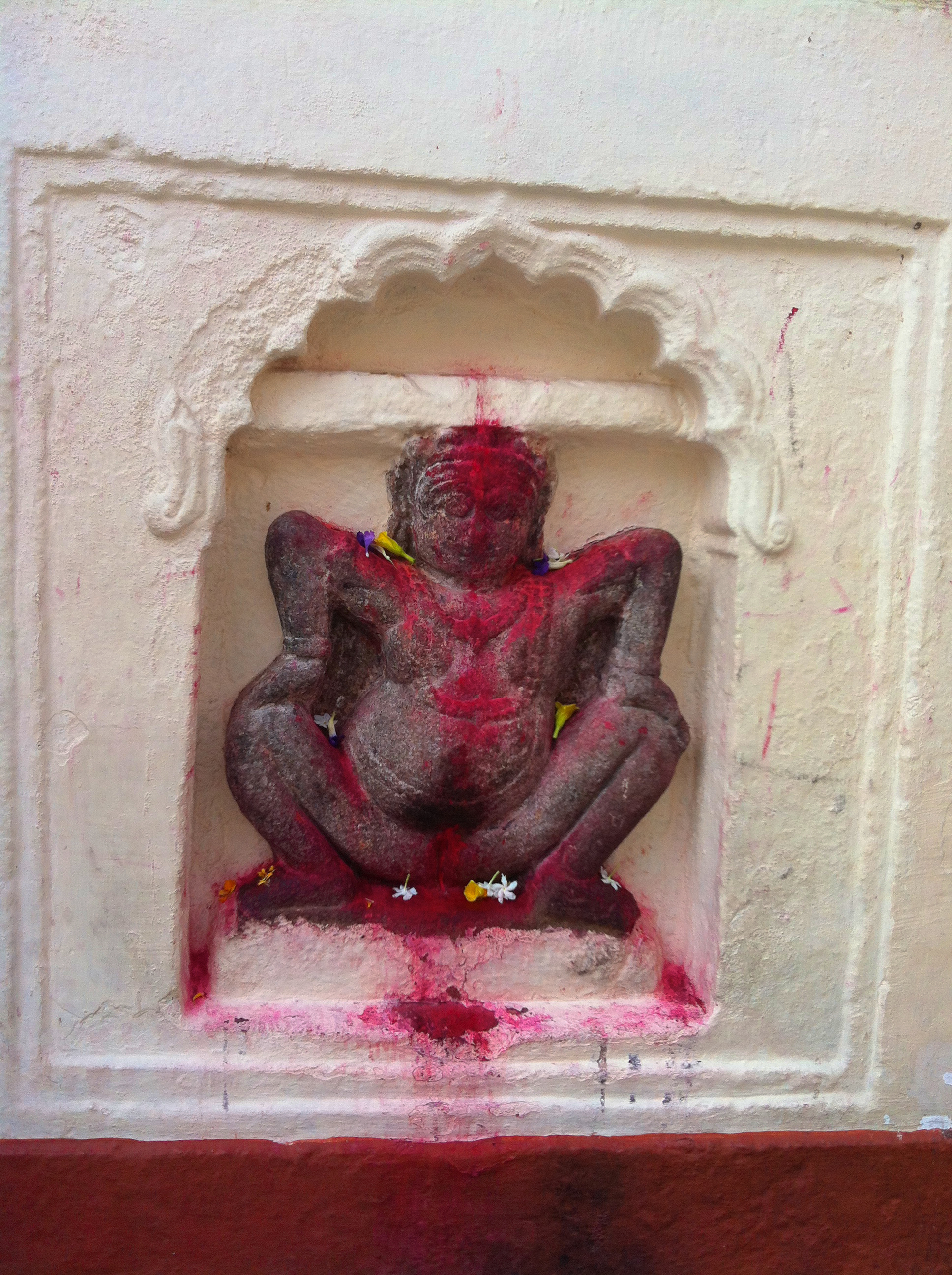
Lajja Gauri in Assam

Lajja Gauri (Hindi लज्जा गौरी lajjā gaurī; ungefähr „Lajja, die Göttin“ oder „Lajja, die Schlange“) ist eine meist kopflos, nackt und breitbeinig und mit entblößter Scham dargestellte Mutter- oder Fruchtbarkeitsgöttin in vielen Regionen Indiens. Man kann davon ausgehen, dass die dargestellten Figuren ursprünglich regional unterschiedliche Namen hatten und eine einheitliche Namensgebung erst sehr spät (vielleicht erst unter den Briten) erfolgt ist.

## Geschichte
Obwohl einige Forscher ihren Spuren bis in die Zeit der Indus-Zivilisationen gefolgt sind, gibt es Lajja Gauri-Darstellungen erst ab der Zeitenwende; ab dem 12. Jahrhundert verschwanden sie allmählich. Bildnisse in heutigen Tempeln sind weitgehend unbekannt; Ausnahmen sind ländliche Gegenden wie Assam, wo die Figur im Rahmen einer Puja-Zeremonie mit roter Farbe (= Blut ?) bestrichen wird.

## Darstellungen
Man kann davon ausgehen, dass die frühesten Darstellungen der Göttin aus Holz gefertigt wurden und erst, nachdem ihre Verehrung auch in Tempeln erlaubt wurde, aus Stein gearbeitet worden sind. In islamischer Zeit wurden sehr wahrscheinlich viele Bildnisse zerstört. Die meisten erhaltenen Lajja-Gauri-Darstellungen wurden seit Beginn der britischen Kolonialherrschaft in Museen verbracht, doch hat sich in Badami (Karnataka) eine derartige Figur in einem Felsentempel erhalten. 